# Velence–Udine-vasútvonal
A Velence–Udine-vasútvonal egy normál nyomtávolságú, 3 kV egyenárammal villamosított, kétvágányú, 135 km hosszú vasútvonal Olaszországban Velence és Udine között. A vasútvonalon a vonatok engedélyezett legnagyobb sebessége 150 km/h.